# Polycentropus plicatus
Polycentropus plicatus är en nattsländeart som beskrevs av Navás 1916. Polycentropus plicatus ingår i släktet Polycentropus och familjen fångstnätnattsländor. Inga underarter finns listade i Catalogue of Life.